# Henry Schein
Henry Schein (NASDAQ: HSIC) é uma empresa de assistência médica estadunidense, sediada em Melville, Nova Iorque.